# Tella-Sin
Tella-Sin ist eine in den 1960er Jahren aus dem Zusammenschluss mehrerer verstreut liegender Weiler (pedanías) und Einzelgehöfte (fincas) entstandene nordspanische Berggemeinde (municipio) mit 217 Einwohnern (Stand: 2024) im Norden der Provinz Huesca in der Autonomen Region Aragonien. Größter Ort und Verwaltungszentrum der Gemeinde ist Lafortunada.

## Lage und Klima
Die Dörfer, Weiler und Einzelgehöfte der Gemeinde Tella-Sin liegen gut 130 Kilometer (Fahrtstrecke) nordöstlich der Provinzhauptstadt Huesca in einer mittleren Höhe von etwa 850 m; der Nachbarort Bielsa befindet sich etwa 16 Kilometer nördlich und die Grenze zu Frankreich ist circa 20 Kilometer entfernt. Das Klima ist gemäßigt; Regen (ca. 995 mm/Jahr) fällt übers Jahr verteilt.

## Bevölkerungsentwicklung
| Jahr      | 1970 | 2000 | 2017 |
| Einwohner | 436  | 275  | 231  |

Die zunehmende Mechanisierung der Landwirtschaft hatte im 20. Jahrhundert einen kontinuierlichen Verlust an Arbeitsplätzen und einen deutlichen Rückgang der Einwohnerzahlen in den meisten Berggemeinden Europas zur Folge.

## Wirtschaft
Früher lebten die Bewohner des Ortes direkt oder indirekt (als Bauern, Landarbeiter oder Handwerker) von der Feld- und Viehwirtschaft. Darüber hinaus wurden wahrscheinlich auch Transportarbeiten etc. für Händler ausgeführt. Der Tourismus spielt nur eine marginale Rolle im Wirtschaftsleben der abgelegenen Berggemeinde.

## Geschichte

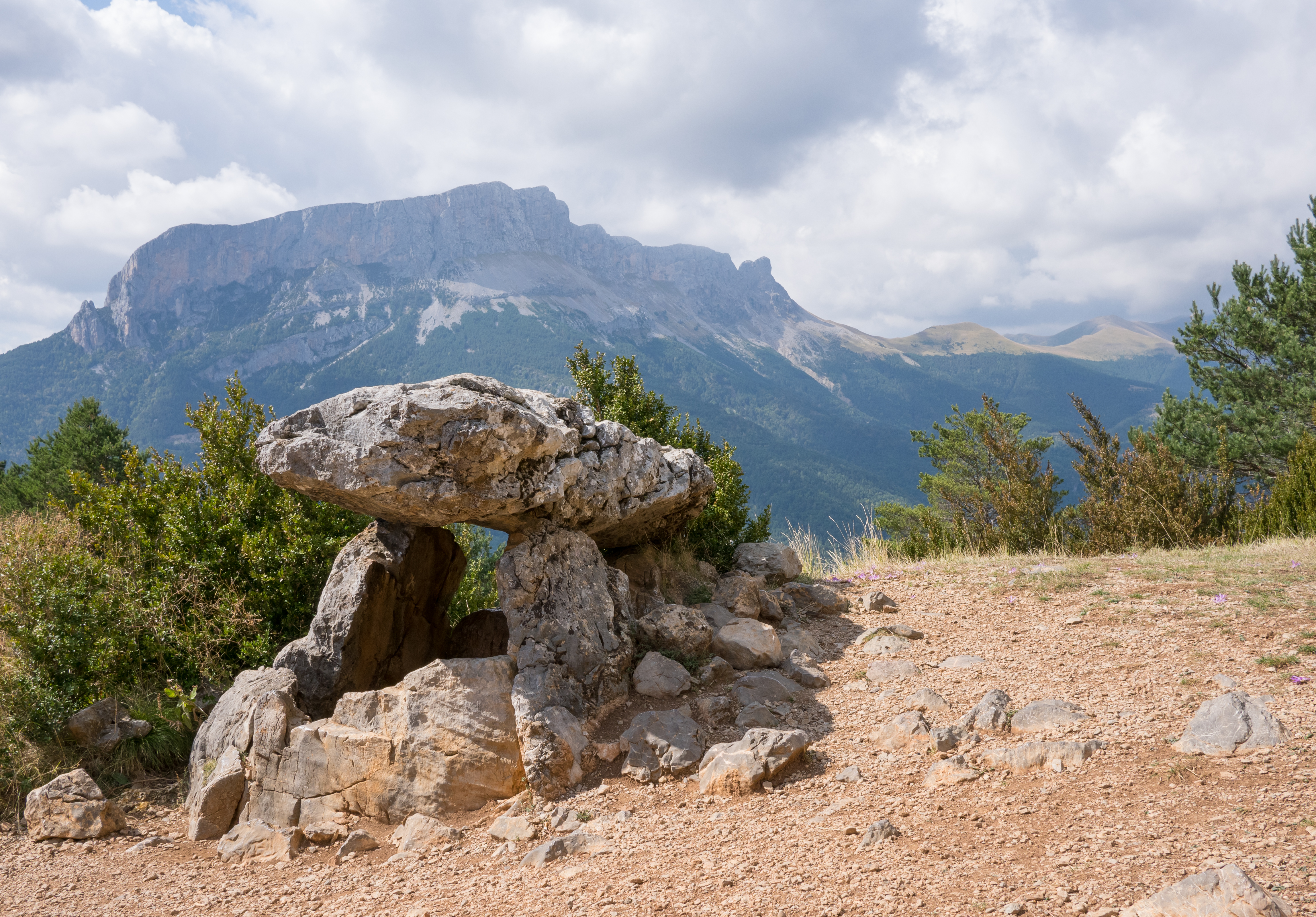
Dolmen von Tella

Aus der Jungsteinzeit stammt der Dolmen von Tella. Keltische, römische, westgotische und maurische Spuren wurden in der Region bislang nicht entdeckt und so ist anzunehmen, dass die einzelnen Orte erst im Mittelalter als Rastplätze oder als Zwischenstationen für Hirten und ihre Herden sowie für Händler und ihre Waren am Weg von Huesca nach Toulouse entstanden. Ob Jakobspilger ebenfalls die Strecke nutzten, ist nicht überliefert.

## Sehenswürdigkeiten
Tella

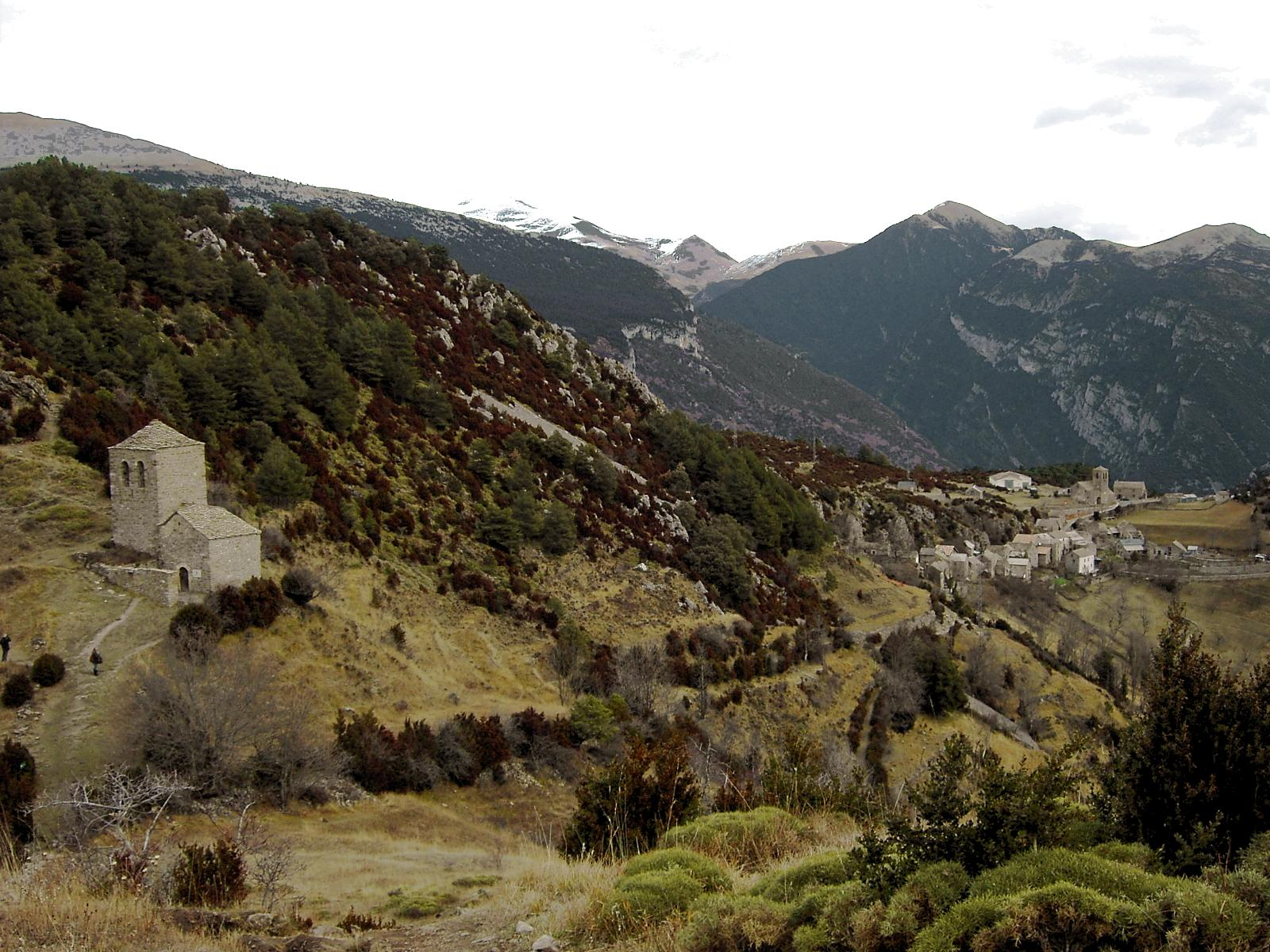
Tella – Ermita de Santa María de Faixaniellas und Ort

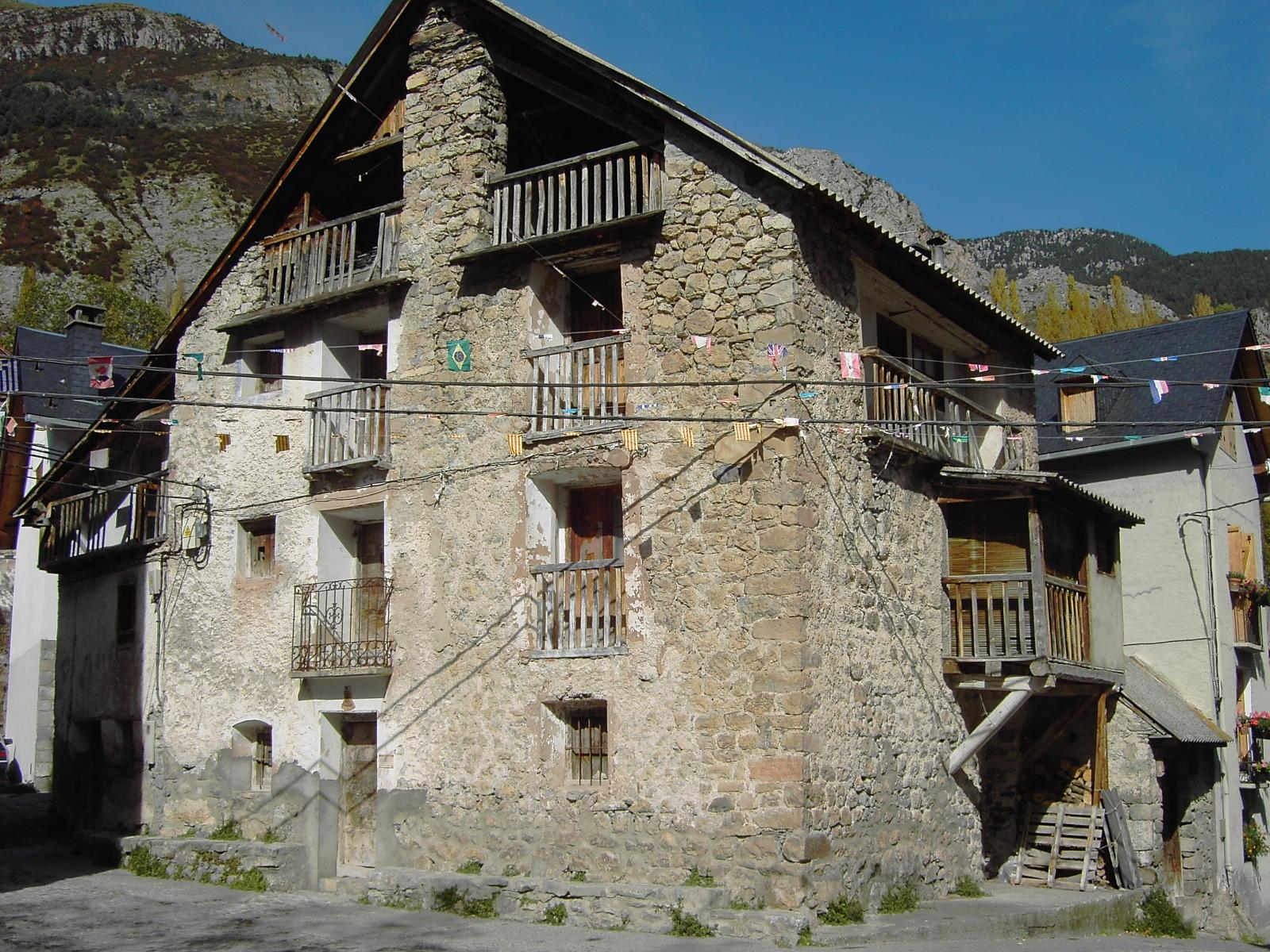
Sin – Casa Gambel

- Das aus mehreren Tragsteinen (Orthostaten) und einem großen Deckstein bestehende Großsteingrab (Dolmen) Piedra de Vasar ist das bedeutendste Zeugnis aus der Frühgeschichte der südlichen Pyrenäen. Es liegt – wie auch einige Dolmen auf der französischen Seite – weit abseits der Küste in einer Höhe von annähernd 950 m und weist auf ehemals vorhandene Wege und Jagdgebiete hin – eventuell sogar auf bereits existierende Siedlungsplätze.[4]
- Die beinahe gänzlich aus Bruchsteinen erbaute Ermita de San Juan y San Pablo wurde im Jahr 1019 gestiftet; sie gehört somit – neben der kleinen Kirche Santa María im Castillo de Loarre – zu den ältesten erhaltenen Bauten von ganz Aragón. Später wurde die kleine Kirche jedoch umgebaut und mit einer Krypta versehen.[5][6]
- Weitere Einsiedlerkirchen sind die Ermita de Santa María de Faixaniellas[7] und die Ermita de Santa María de la Peña.[8]
- Die aus dem 16. Jahrhundert stammende, aber immer noch beinahe gänzlich aus Bruchsteinen erbaute Iglesia den San Martín liegt etwas außerhalb des heutigen Ortszentrums. Ihr markantester Bauteil ist der Glockenturm (campanar), dessen Ecksteine – wie üblich – exakt behauen sind.[9]

Sin
- Zentrum des Weilers Sin ist die ebenfalls im 16. Jahrhundert entstandene Iglesia de San Esteban.[10]
- Die Casa Gambel ist ein mehrgeschossiger und mit mehreren Loggias versehener Bau einer reichen Kaufmannsfamilie aus dem 17. oder 18. Jahrhundert.[11]

Badaín
- Die Iglesia de Santa María ist die vielleicht schönste Kirche der Gemeinde. Auch sie entstammt dem 16. Jahrhundert und zeigt im Inneren spätgotische Sterngewölbe.[12]

Revilla
- Die kreuzförmig angelegte Kirche des Ortes hat romanische Ursprünge, sie wurde aber später in Teilen verändert.[13]
- Die dreigeschossige Casa Vicente war wahrscheinlich ein ehemaliges Kaufmannshaus.[14]